# Valle de Santa Ana (California)
El Valle de Santa Ana (en inglés: Santa Ana Valley) se encuentra en el condado de Orange, California, al sur de Estados Unidos y está dividido en dos por el río Santa Ana. La mayoría de los distritos centrales de negocios del Condado de Orang se sitúan en el Valle. Ciudades como Anaheim, Buena Park, Costa Mesa, Fullerton, Irvine, Orange, Santa Ana, y Yorba Linda se encuentran en el Valle de Santa Ana.
Este valle fue nombrado Vallejo de Santa Ana en 1769 después de la expedición de Gaspar de Portolà, travesía de la cual Fray Junípero Serra fue parte, así como Sargeant José Antonio Yorba y José Manuel Nieto. La misión que se encuentra más cerca del Valle de Santa Ana es la Misión de San Juan Capistrano, que fue construida al este de las colinas de San Joaquín, en el día de San Juan Capistrano.